# 農民運動全国連合会
農民運動全国連合会（のうみんうんどうぜんこくれんごうかい）とは、日本の農業組織と農業者のうち、日本共産党と共闘する人たちによって構成される民主団体の中央組織。略称農民連。主として都道府県単位の農民連（一部は農民組合）が加盟している。「ビア・カンペシーナ」という農作物の自由貿易反対の立場であり、WTOの唱える農業自由貿易に反発する各国の中小規模農家らが自主加盟している組織が存在しているが、これに日本国内団体で唯一所属している。

## 概説
「農業と農家の経営を守る」目的で1989年1月結成。前身は1984年結成の「農民運動の全国センターを考える懇談会」。
1988年、当時の竹下内閣が牛肉・オレンジの輸入自由化を受け入れ、日本農業と国民の食糧への影響が懸念される中、国民と広くつながり要求実現へたたかう農民運動の全国センターとして結成。現在の日本農業の困難の原因は、アメリカと日本の大企業の利益を代弁する、家族農業切り捨ての政治によってもたらされたものである。その根源に日米安保条約（特に第2条の経済条項）があるとし、ここを変えていくことに農民の要求を実現する展望があるとしている。日本国内でみても、アメリカを含む世界81ヶ国でみても、農業の大部分は小規模・家族経営であり、国連は2019年から2028年を「家族農業の10年」とすることを全会一致で決め（2017年）、世界各国に家族農業の奨励・維持発展を促している。農民連は日本国内における家族農業の維持発展につとめている。
「日本の農業を守る」立場から減反や価格の引き下げ、米（コメ）の輸入自由化に反対し、WTO農業協定改定を要求する。食料自給率引き上げを求め、産地直送や直売の拡大といった、商業者・流通業者を介さない販路の開拓も行っている。
個別の自営農業者は都道府県単位で連合会を結成している各地域の農民組合・産直センターに所属している。団体で加盟している出荷組合・営農組合などがある。また、全国連合会には日本販売農業協同組合連合会（日販連。2006年加盟。）が団体加盟している。
福島第一原発事故では2011年4月26日、被害農家が牛を連れて東京電力本店（東京都千代田区内幸町）で抗議活動を行い、各マスメディアから注目される。原発事故被害及び風評被害の全面賠償を東京電力に対して求めている。
2011年7月2日開催の「原発ゼロをめざす7.2緊急行動」実行委員会に参加。ワークショップ、放射能測定の実演（食品分析センター青年部）、農産物販売（日販連）などのブースを担当する計画。
2019年６月、国連の「家族農業の10年」「農民の権利宣言」を日本で具体化し、実践する母体として「家族農林漁業プラットフォーム・ジャパン」が結成され、農民連は結成時より事務局を担当している。
2022年、飼料や燃料などの高騰による畜産農家の経営危機に対する政府の支援強化を求める運動の中で、11月30日に農林水産省前で牛、豚、鶏を連れた酪農家・畜産家などが集まり、経営継続への直接支援を求める「緊急中央行動」を行い、マスコミからも注目される。

### 会員
- 47都道府県組織
- 「○○農民連」、又は「農民組合○○連合会」（沖縄県は「沖縄県農民組合」）と称する。○○には都道府県名が入る。
- 事務所は必ずしも県庁所在地ではなく、農業の盛んな市町村に置いている場合があり、中には農業地域に事務所を構えている事例もある。例えば東京農民連の事務所は23区ではなく町田市にあり、茨城農民連の事務所は水戸市ではなく東茨城郡茨城町の農地と屋敷林に囲まれた場所にある。
- 日本販売農業協同組合連合会
  - 販売専門農協の全国組織。23団体で構成。構成員総数約12万人。構成団体にひたち野農業協同組合（茨城県石岡市）[19]など。
  - 所在地：東京都渋谷区代々木二丁目5番5号 新宿農協会館（新宿駅近く）

### 事務所・役員
- 1989年1月結成
- 所在地：東京都板橋区熊野町47番11号 社医研センター2階
- 大山駅徒歩5分
- 会長：長谷川敏郎
- 副会長：沖津由子、小倉毅、笹渡義夫、根本敬
- 事務局長：藤原麻子
- 事務局次長：岡崎衆史、村田深、来住誠太郎

## 機関紙
- 農民（週刊。毎週月曜日発行。月額550円＋送料、部140円＋送料）

## 農民連食品分析センター
検査機関「農民連食品分析センター」を持ち、加盟農家の農産物の安全検査や、輸入野菜等の安全検査、食品の放射能汚染検査などを行う。
共同調査「おやつあれこれグリホサート残留調査-2022-」や調査レポート「みかんの皮と果肉の比較から見える ネオニコチノイド系農薬の浸透性を学ぼう2020」、調査レポート「カップ麺・中華めん類の グリホサート残留調査2019」など食の安心・安全の観点からおこなった調査が多数ある。
- 所長：八田純人
- 1996年設立。
- 東京都板橋区成増から2006年7月に板橋区熊野町の社医研センター内に移転。

### 活動
2002年頃、厚生労働省が検査をして報道でも大きく取り上げられた、中華人民共和国から輸入した冷凍野菜の残留農薬問題は、農民連食料分析センターが2001年12月から検査し、冷凍ホウレンソウから日本の基準値（0.01ppm）から9倍もの農薬クロルピリホスが検出された結果を公表したことがきっかけである。
また、2000年にファストフード店で出されるハンバーガーやサンドイッチのパンから、有機リン系殺虫剤マラチオンが検出された結果も、企業名を隠すことなく公表（マクドナルド、ロッテリア、モスバーガー、ウェンディーズ、ケンタッキーフライドチキン）した。
外部からの分析依頼にも応じており、テレビ番組でもここに依頼することがある。残留農薬分析、食品添加物分析、食品栄養成分分析、遺伝子組換え食品分析があり、費用は1万5千円〜4万円程度である。
2004年６月に「農民連ふるさとネットワーク」を設立し、ものづくり生産者と消費者をネットワークで結び、安全で豊かな農畜産物・加工品を全国に届ける事業も行っている。
2006年には、2004年に日本で初めて自生が確認され、「交雑しやすく、広がる恐れがある」とされる遺伝子組み換えナタネの現地生息調査も行っている。

## 政党との関係
農民連は「行動綱領」において、「政党からの独立」をうたっていているものの、公安庁によると実態は日本共産党中央の指導下にある「民主団体」という、同党の民主集中制に従う組織である。農民運動全国連合会(農民連)は、新日本婦人の会、日本民主青年同盟、新日本スポーツ連盟などと同じく、メンバー全員が日本共産党ではないものの、各団体の中枢は必ず日本共産党員といった同党中央の民主集中制に必ず従う人たちである。農民連や加盟組織、構成員は日本共産党のイベント「赤旗まつり」に出店したり、日本共産党の機関紙「しんぶん赤旗」にも、同党の主張を代弁や補強させる「市民団体」として頻繁に登場する。
2021年9月24日、コメの生産過剰による米価下落への対応として、農民連は「米危機打開オンライン中央行動」を実施した。これに参加した立憲民主(旧立憲民主党)、国民民主(旧国民民主党)、共産、れいわ、社民の5野党議員は、日本政府による過剰米の対処と支援を訴えた。

## テレビ番組
- 日経スペシャル ガイアの夜明け 「ニッポンの農日本業を問う」独占米材 "事故米"問題の真相（2008年11月18日、テレビ東京）[26] - 農水省追求の動きに密着。

## 著書
- 『いまこそ、日本でも食糧主権の確立を!』（真嶋良孝（農民運動全国連合会副会長）著 本の泉社 2008年）ISBN 9784780703610
- 『それでも食べますか』（石黒昌孝（農民連食品分析センター）著 かもがわ出版 2002年）ISBN 4-87699-693-8
- 『農民連は何をめざし、どうたたかうか』（農民運動全国連合会 編著者 本の泉社 2018年）ISBN 978-4-7807-1688-7
- 『国連家族農業の10年』（農民運動全国連合会 編著者 かもがわ出版 2020年）ISBN 978-4-7803-1104-4